# Gembes
Gembes är ett vattendrag i Belgien.   Det ligger i provinsen Luxemburg och regionen Vallonien, i den sydöstra delen av landet, 110 km sydost om huvudstaden Bryssel.
I omgivningarna runt Gembes växer i huvudsak blandskog. Runt Gembes är det ganska glesbefolkat, med 45 invånare per kvadratkilometer.